# Óscar Ferro
Óscar Ferro (Montevideo, Uruguay, 2 de marzo de 1967) es un exfutbolista uruguayo. Jugaba de arquero, ganó 6 campeonatos de la Primera División Profesional de Uruguay, un título de Campeón de Copa Libertadores y otro de Copa América de Selecciones.
Actualmente se desempeña como Coordinador General de Entrenadores de Arqueros del Club Atlético Peñarol y además es el Entrenador de Arqueros de la Primera División de la institución.

## Clubes
| Club               | País      | Año       |
| ------------------ | --------- | --------- |
| Peñarol            | Uruguay   | 1984-1994 |
| Ferro Carril Oeste | Argentina | 1995-1998 |
| Sporting Cristal   | Perú      | 1998-1999 |
| Compostela         | España    | 1999      |
| Atlético Tucumán   | Argentina | 2000      |
| Defensor Sporting  | Uruguay   | 2001      |
| Club Guaraní       | Paraguay  | 2001      |
| Peñarol            | Uruguay   | 2002-2003 |

## Palmarés

### Campeonatos nacionales
| Título              | Club    | País    | Año  |
| ------------------- | ------- | ------- | ---- |
| Campeonato Uruguayo | Peñarol | Uruguay | 1986 |
| Campeonato Uruguayo | Peñarol | Uruguay | 1993 |
| Campeonato Uruguayo | Peñarol | Uruguay | 1994 |
| Campeonato Uruguayo | Peñarol | Uruguay | 1995 |
| Campeonato Uruguayo | Peñarol | Uruguay | 2003 |

### Campeonatos internacionales
| Título            | Equipo               | Sede    | Año  |
| ----------------- | -------------------- | ------- | ---- |
| Copa Libertadores | Peñarol              | Uruguay | 1987 |
| Copa América      | Selección de Uruguay | Uruguay | 1995 |